# Bukovica (Cazin)
Bukovica falu Bosznia-Hercegovinában, a Bosznia-hercegovinai Föderáció Una-Szanai kantonjában.

## Fekvése
Bosznia-Hercegovina északnyugati részén, Bihácstól légvonalban 15, közúton 20 km-re északra, Cazintól légvonalban 9, közúton 13 km-re nyugatrara, a Toplica és a Skorupača-patakok által közrefogott dombos vidéken fekszik. A mai Cazin község délnyugati részén a Mutnica és a Toplica-patakok, mielőtt beleömlenének a Korana-folyóba, nagyjából párhuzamosan, enyhe lejtőkkel záródó, 350 méteres tengerszint feletti magasságig tartó lejtőkön folynak. A lejtőket kis patakok szelik át, melyek délre folyva a Toplicába ömlenek. Bukovica és Krndija falvak a Toplica felé eső síkság lejtőin alakultak ki. A Toplica völgye és a patakvölgyek közötti lejtőn található Bukovicában időnként több a forrás tör fel, amelyek tavasszal és ősszel a nagyobb esőzésekkor egyesülnek a Toplicába igyekvő Šegestina és Skorupača-patakokkal. Bukovica házcsoportokból álló, szeres szerkezetű település.

## Népessége
| Nemzetiségi csoport | Népesség 1991 | Népesség 2013 |
| ------------------- | ------------- | ------------- |
| Szerb               | 21            | 0             |
| Bosnyák             | 392           | 423           |
| Horvát              | 2             | 0             |
| Jugoszláv           | 1             | 0             |
| Egyéb               | 1             | 2             |
| Összesen            | 415           | 425           |

## Története
Bukovica község neve a kivágott bükkösről származik. Bukovica és a szomszédos Krndija szakaszonként és időszakonként, öt hullámban települt. Minden időszak valamilyen jelentős történelmi eseménnyel és a határok megváltozásával kezdődött, amelyek után az itt lakók üres házakat hagytak maguk után. Az utolsó nagyobb elnéptelenedés az 1788 és 1792 közötti osztrák-orosz-török háborúhoz kötődik, melyet a svisztovói béke zárt le. A háború után a betelepülő telepesek az erdővel borított területre érkeztek. A legnagyobb bevándorlás a harmadik és negyedik periódusban, vagyis 1850-ben és 1878 előtt, közvetlenül Bosznia osztrák megszállása előtt történt. A település 1878-ig tartozott az Oszmán Birodalomhoz, ekkor a berlini kongresszus határozata alapján az Osztrák-Magyar Monarchia része lett. A monarchia szétesésével 1918-ban előbb a Szerb-Horvát-Szlovén Királyság, majd 1929-től a Jugoszláv Királyság része. Az 1929-es törvény értelmében, amikor Bosznia-Hercegovinát négy banovinára, Drinskára, Vrbaskára, Zetskára és Primorskára osztották, a település a Vrbaska banovina része lett, amelynek székhelye Banja Luka volt. Jugoszlávia megszállása után a Független Horvát Állam (NDH) része lett. A második világháború után a szocialista Jugoszláviához tartozott. A daytoni békeszerződést követő területfelosztásnál Cazin község részeként a Bosznia-hercegovinai  Föderáció területéhez került.